# جولی کارمن
جولی کارمن (انگلیسی: Julie Carmen؛ زادهٔ ۴ آوریل ۱۹۵۴) هنرپیشه آمریکایی است. وی بین سال‌های ۱۹۷۸ تا ۲۰۱۲ میلادی فعالیت می‌کرد.
از فیلم‌هایی که وی در آن نقش داشته است می‌توان به گلوریا، آخرین تعطیلات آخر هفته، پادشاه جنگل و زنان واقعی اشاره کرد.